# Xinxiang
Xinxiang (新鄉市 / 新乡市,  Xīnxiāng shì – „Neue Heimat“) ist eine bezirksfreie Stadt im Norden der chinesischen Provinz Henan. Bei der Volkszählung von 2020 hatte Xinxiang 6.251.929 Einwohner, davon 1.021.000 (Stand: Ende 2018) in den inneren Stadtbezirken Weibin, Hongqi und Muye (Vergleichszahlen: ca. 5,51 Mio. Einwohner (Ende 2004), davon 748.165 (1. Januar 2005) in den inneren Stadtbezirken).

## Geographie

### Lage
Die Stadt Xinxiang liegt zum überwiegenden Teil im Flachland und erstreckt sich über eine Fläche von 8.249 km². Sie grenzt an die Provinzhauptstadt Zhengzhou im Südwesten, an Kaifeng im Südosten, Hebi und Anyang im Norden und Jiaozuo im Westen. Im Nordwesten bzw. Osten befinden sich die Provinzen Shanxi und Shandong.

### Klima
Mit einer jährlichen Durchschnittstemperatur von 14 °C genießt Xinxiang ein mildes Kontinentalklima mit vier deutlich voneinander verschiedenen Jahreszeiten. Frühling und Herbst werden von Mitteleuropäern als besonders angenehm empfunden.

## Geschichte
Xinxiang war Schauplatz der Schlacht von Muye, in der die Shang-Dynastie von der Zhou-Dynastie besiegt wurde. Unter der Sui-Dynastie (581–618) befand sich im Kreis Xinxiang ein kleiner Marktfleck. Er wurde in den 1950er Jahren zum Industriezentrum ausgebaut. Von 1949 bis 1952 war Xinxiang Hauptstadt der kurzlebigen Pingyuan-Provinz (平原省), die damals auch die Nachbarstädte Anyang, Hebi, Puyang, Jiaozuo und Heze umfasste.

## Verwaltung
Die Stadt setzt sich aus vier Stadtbezirken, fünf Kreisen und drei kreisfreien Städten zusammen:
- Stadtbezirk Weibin (卫滨区), 67 km², 224.900 Einwohner;
- Stadtbezirk Hongqi (红旗区), 164 km², 456.400 Einwohner;
- Stadtbezirk Fengquan (凤泉区), 116 km², 158.400 Einwohner;
- Stadtbezirk Muye (牧野区), 84 km², 339.700 Einwohner;
- Kreis Xinxiang (新乡县), 385 km², 347.900 Einwohner;
- Kreis Huojia (获嘉县), 470 km², 414.000 Einwohner;
- Kreis Yuanyang (原阳县), 1.319 km², 650.000 Einwohner;
- Kreis Yanjin (延津县), 886 km², 456.900 Einwohner;
- Kreis Fengqiu (封丘县), 1.202 km², 717.100 Einwohner;
- Stadt Changyuan (长垣市), 1.004 km², 779.100 Einwohner;
- Stadt Weihui (卫辉市), 865 km², 490.700 Einwohner;
- Stadt Huixian (辉县市), 1.688 km², 759.000 Einwohner.

## Wirtschaft und Infrastruktur

### Bodenschätze und Energie
Bislang wurden im Umkreis von Xinxiang 20 verschiedene Mineralien entdeckt, darunter Kohle mit allein 8,4 Mrd. Tonnen, ferner Kalkstein, Granit und Ton. Die Wasserversorgung sichern der Gelbe Fluss und seine Zuflüsse.
Mit einer Kapazität von 1700 Megawatt ist Xinxiang der wichtigste Stromversorger in Zentralchina. Im Bau befinden sich die Baoquan Hydraulic Power Plant (4 × 300 Megawatt) und die Baoshan Power Plant (2 × 600 Megawatt).

### Landwirtschaft und Industrie
Das günstige Klima und der fruchtbare Boden schaffen gute Voraussetzungen für den Anbau von Weizen und Baumwolle. Als frühes Zentrum der Baumwollverarbeitung ist Xinxiang auch heute noch Produzent von Textilien. Weitere Güter sind Nahrungsmittel. Im Bereich der Schwerindustrie hat vor allem der Maschinenbau Bedeutung.

### Unternehmen
Xinxiang ist Sitz mehrerer bedeutender Unternehmen, darunter Frestech Refrigerator, Golden Dragon Copper Group, Bailu Chemical Fibre, Henan Kelong Group und Avic Xinhang Industry Corporation.
Die Henan Xinxiang Economic Development Zone mit einer geplanten Fläche von 30 km² ist eine Industrieentwicklungszone mit den Hauptbereichen Medizin, Chemie und Maschinenbau. Mehr als 35 Unternehmen sind dort angesiedelt. Weitere 20 km² umfasst die Henan Changyuan Crane Industry Zone, eine der bedeutendsten chinesischen Produktionsstätten für Kräne mit etwa 140 Unternehmen. Dort werden vorwiegend Kräne für schwere Lasten, für Container und für Hafenanlagen hergestellt.
Mit dem Qiaobei New District entsteht ein voraussichtlich 16,9 km² großes Areal, das sich auf Hi-Tech-Produkte aus den Bereichen Landwirtschaft, Handel und Logistik spezialisieren wird.

### Bildung und Erziehung
Mit sechs Universitäten und Colleges und 120.000 eingeschriebenen Studierenden liegt Xinxiang in der Provinz Henan an zweiter Stelle hinter der Provinzhauptstadt Zhengzhou. Die Lehrinstitute sind:
- Henan Normal University (englisch);
- Xinxiang University (englisch), im Ostteil der Stadt neu zusammengefasste Universität mit 21 Fakultäten in drei Zentren;
- Henan Institute of Science and Technology (englisch);
- Xinxiang Medical University (englisch);
- Henan Mechanical and Electrical Engineering College;
- Xinxiang Hygiene School.

Von den 105 Forschungsinstituten der Stadt werden drei von staatlicher Seite betrieben:
- China Research Institute of Radiowave Propagation;
- Farmland Irrigation Research Institute of Chinese Academy of Agricultural Sciences;
- Precise Copper Tube Project Research Center of Chinese Academy of Sciences.

### Verkehr
Xinxiang liegt an der Eisenbahnstrecke von Peking nach Kanton. Außerdem ist die Stadt über den Wei-Fluss (卫河), der in den 1950er Jahren für kleinere Boote schiffbar gemacht wurde, mit Tianjin verbunden. Einleitungen aus der Chemieindustrie führten dazu, dass der Wei verlandete. Durch Baggerarbeiten konnte zunächst ein See wiederhergestellt werden. Inzwischen hat sich der Fluss weitgehend erholt.
Durch Xinxiang verläuft der Highway Nr. 107 von Peking nach Shenzhen. Im Bau befinden sich die Schnellstraßen von Peking nach Hongkong und Macau, ferner von Daqing nach Guangzhou, von Jiyuan nach Dongming und von Xinxiang nach Lingchuan. Während eine zweite Brücke über den Gelben Fluss bereits in Betrieb genommen ist, sind eine dritte und vierte Brücke in Planung.

### Militär
Als Hauptquartier der 54. Armeegruppe der Volksbefreiungsarmee ist Xinxiang mit zwei weiteren Armeegruppen für die Verteidigung der Ebenen am Gelben Fluss in der Jinan Region verantwortlich.

## Kultur und Sehenswürdigkeiten
Wurde die Stadt in ihrer heutigen Form erst 1952 gegründet, so blickt die Region doch auf eine lange Geschichte zurück. Davon zeugen 46 Kulturstätten, die auf der Liste der Denkmäler der Volksrepublik China (Henan) stehen. Hinzu kommen weitere ca. 60 Sehenswürdigkeiten von nationaler oder regionaler Bedeutung.

### Baiquan
Als "Hundert Quellen" (Baiquan) bezeichnet man eine 22 km von Xinxiang entfernte Landschaft mit zahlreichen Wasserläufen, die schon vor über 3000 Jahren wegen ihrer Schönheit geschätzt wurde. Dies belegen mehrere archäologische Funde.

### Baligou
Baligou, 50 km von Xinxiang entfernt, ist bekannt für seine Seen und Wasserfälle vor der Kulisse der grünen Taihang-Berge.

### Bigan
Grabmal und Tempel von Bigan wurden zum Gedenken an einen Minister zur Zeit von Kaiser Zhou Wuwang—Keyin errichtet. Sie datieren etwa ins 5. Jahrhundert unserer Zeitrechnung. Im Tempel befinden sich mehr als 100 Steintafeln, darunter eine historisch und kalligraphisch bedeutende Gedenktafel an Bigan. Der Text rühmt die patriotische Gesinnung des Ministers und wurde zum Vorbild für spätere Inschriften.

### Guanshan Geologie Park
Das quadratkilometergroße Areal bei Huixian ist Zeugnis von Verschiebungen der Erdkruste vor rund 2,5 Mrd. Jahren. Die bedeutendsten Formationen sind die "Himmelsleiter" Yi Xian tian, eine Gruppe säulenförmiger Felsen, die "Himmelsbrücke" und die Große Klippe. Wasserfälle, Quellen, kristallklare Bäche und tiefe Teiche prägen die Landschaft.

### Lujian wang mu
13 km nördlich des Stadtzentrums befindet sich am Südhang des Berges Fenghuang das Mausoleum von Prinz Lujian, Bruder von Kaiser Wan Li. Als nahezu identische Kopie eines Grabmals der Ming-Dynastie an der Peripherie von Peking spiegelt es das Machtstreben des Prinzen. 13 Gruppen realer und mythologischer Tiere umrahmen das Portal des Grabmals, das während der Kulturrevolution Schaden erlitt. Es wurde bislang zwar nur teilweise in seinen Originalzustand zurückversetzt, ist aber das besterhaltene Ming-Grab Chinas.

## Partnerstädte
Partnerstädte von Xinxiang sind:
- Itajaí, Brasilien (seit 2003);
- Kashiwabara, Japan.

Mit der bergischen Großstadt Wuppertal wurde am 25. April 2012 ein Freundschaftsvertrag geschlossen. Die Beziehungen zu Wuppertal, dem Geburtsort des in China besonders geschätzten Friedrich Engels, intensivierten sich nach einem Deutschlandbesuch von Xinxiangs Bürgermeister Zhou Jian im April 2011.